# Ijiwaru Baasan
Ijiwaru Baasan (いじわるばあさん) ist eine Yonkoma-Mangareihe der Mangaka Machiko Hasegawa, die von 1966 bis 1971 in Japan erschien. Sie wurde 1970 und erneut 1996 als Anime für das japanische Fernsehen adaptiert. International ist der Manga auch als Bullying Grandmother, Nasty old Lady oder Granny Mischief bekannt geworden.

## Inhalt
Die allein lebende und einsame, aber gehässige Großmutter Ishi ist für die Menschen in ihrem Umfeld eine Plage. Ihrer Schwiegertochter und ihrem Sohn, ihren Enkeln und ihren Nachbarn macht sie nur Probleme, ärgert und manipuliert sie. Sie spielt ihnen Streiche, erzählt mit fröhlicher Miene Gemeinheiten und trickst sie aus, um sich Genugtuung oder Vorteile zu verschaffen. Oft gelingt ihr dies und die Menschen in ihrer Umgebung sind beschämt, verärgert, belästigt oder verlieren sogar Geld an sie. Doch gelegentlich legt sich die Großmutter auch selbst herein oder zieht den Kürzeren. Oder sie zeigt überraschend doch eine gute Seite, die sie jedoch verbirgt, da die Großmutter sich ihres schlechten Rufs bewusst ist und sich darin gefällt. 

## Veröffentlichungen
Der Manga erschien zunächst ab 2. Januar 1966 in als Comicstrip-Serie in der Tageszeitung Asahi Shimbun. Am 18. Juli 1971 wurde die Serie abgeschlossen und erschien später in mehrere Sammelausgaben. Die erste umfasste sechs Bänden. Asahi Bunko brachte sie gesammelt in vier Bänden heraus und in der Gesamtausgabe der Werke von Machiko Hasegawa umfasst Ijiwaru Baasan zwei Bände. Eine englische Fassung erschien 2001 bis 2002 bei Kodansha International.

## Verfilmungen
Eine erste Umsetzung des Mangas als Anime entstand 1970 bei Studio Knack. Regie führte Akira Aono. Die 39 Folgen wurden vom 30. Oktober 1970 bis zum 26. August 1971 von Nippon TV ausgestrahlt.
1981 und 1982 wurde eine Realverfilmung im japanischen Fernsehen gezeigt.
Eine zweite Serie mit 46 Folgen entstand 1996 bei Studio Eiken als Neuverfilmung unter der Regie von Hiromitsu Morita. Die verantwortlichen Produzenten waren Yonehiko Watanabe und Yoshihiro Suzuki. Das Charakterdesign entwarf Shinya Takahashi und die künstlerische Leitung lag bei Manami Matsumoto. Die Kameraführung lag bei Masao Onuki.

### Synchronisation
In der ersten Serie traten Kaneta Kimotsuki, Kei Tomiyama und Shingo Kanemoto in diversen Rollen auf.
| Rolle           | Japanische Stimme (Seiyū) 1. Serie | Japanische Stimme 2. Serie |
| --------------- | ---------------------------------- | -------------------------- |
| Baasan / Ishi   | Shigeo Takamatsu                   | Nachi Nozawa               |
| Sanae           |                                    | Akemi Okamura              |
| Michiko         |                                    | Kazue Komiya               |
| Tsutomu         |                                    | Kumiko Watanabe            |
| Junichi         |                                    | Mugihito                   |
| Lassie / Makoto |                                    | Mitsuaki Madono            |

### Musik
Die Musik der jüngeren Serie komponierte Kaoru Wada. Der Vorspanntitel ist Ijiwaru Bā-san (いじわるばあさん) und das Abspannlied ist Hadaka no Ō-sama Guru Guru (裸の王様グルグル). Beide wurden gesungen von Ō-sama.

## Rezeption
Laut Jason Thompson handelt es sich um die zweitbekannteste Serie von Machiko Hasegawa nach Sazae-san. Ijiwaru Baasan hätte im Vergleich aber mehr Biss und biete kurzweilige, lustige Strips mit einer guten Hauptfigur. Sachiko Kitazume bezeichnet Ijiwaru Baasan als direkten Gegenentwurf zur fröhlichen, gutmütigen Sazae-san. Dennoch sei sie erstaunlich erfolgreich geworden. Der Humor der Serie basiere meist auf einer überraschenden Wendung im letzten Panel, nachdem zunächst eine Erwartung entsprechend der üblichen sozialen Normen aufgebaut wurde. Gelegentlich, wenn ihre Streiche auf sie zurückfallen, wird ein Bedürfnis nach der Bestrafung des Bösen befriedigt, oder wenn sie doch überraschend eine gute Seite zeigt, ein Bedürfnis einem guten Kern in jedem Menschen zu sehen. Die Protagonistin verhält sich entgegen sozialen Normen und Erwartungen, so Takeo Ogawa. So wurde sie zum Symbol für eine Rebellion gegen die soziale Ordnung, das sich von Altersdiskriminierung und verbreiteten Urteilen befreit.
Bei der ersten Anime-Serie, so die Anime Encyclopedia, trage zum Grauen der Geschichten über die gehässige alte Frau noch die ernsthaft-schwere Stimme ihres männlichen Sprechers bei.